# ستينوكلينا المستنقعات
سرخس المستنقعات أو ستينوكلينا بالوستريس (بالفيتنامية: choại)‏ (بالتاغالوغية: dilimán)‏ (بالإنجليزية: Stenochlaena palustris)‏ هو نوع من السرخس الطبي الصالح للأكل. في الطب الشعبي في الهند وماليزيا، تُستخدم أوراق هذا السرخس كعلاج للحمى وأمراض الجلد والقرحة وآلام المعدة.
هذا النبات عبارة عن سرخس طويل متسلق ذو قشور سوداء رفيعة وسيقان يمكن أن يصل طولها إلى 20 مترًا. له سعف ريشي يبلغ طوله من 30 إلى 100 سم. طول أعناقها من 7 إلى 20 سم، ولها صيوان بيضاوي الشكل على شكل رماح طوله 10-15 سم. وعرضها 1.5-4.5 سم. إن أوراق أبواغ السرخس طويلة وضيقة، ولها سدن بنية اللون في الأسفل.
وُجِد أن جليكوسيدات الفلافونول الأسيلية المعزولة من السرخس لها حصائص مضادة للبكتيريا. لقد ثبت أن المستخلصات الخام والمنقاة جزئيًا والمُحضرة من السرخس لها خصائص مضادة للفطريات ومضادة للأكسدة ومضادة للجلوكوزايداز.
تم تسمية منطقة ديليمان في مدينة كيزون وهي إحدى أهم المناطق التعليمية في الفلبين، على اسم هذه السرخس. لقب النوع بالوستريس (باللاتينية: palustris)‏ هي كلمة لاتينية تعني "المستنقع" ويشير إلى موطنه الاعتيادي.

## أصل التسمية

### ستينوكلينا(بالإنجليزية:Stenochlaena)‏
- مشتقة من الكلمتين اليونانيتين:
  - ستينوس (باليونانية: στενός)‏ (stenos): وتعني "ضيق" ومنها أتت البادئة Steno.
  - كلينا (باليونانية: χλαῖνα)‏ (chlaena): تشير إلى "غطاء" أو "عباءة"، وغالبًا ما تُستخدم لوصف الشكل أو النمط الذي يُظهره النبات، مثل الأوراق الطويلة والضيقة التي تُشبه الغطاء أو العباءة.
- يشير الاسم إلى الخصائص المورفولوجية للنبات، مثل الأوراق الضيقة أو المظهر الهيكلي الضيق للساق.

### بالوستريس(بالإنجليزية:palustris)‏
- كلمة لاتينية تُستخدم على نطاق واسع في علم النبات لوصف الأنواع التي تعيش في بيئات مستنقعية أو مائية.
- تعني "المستنقعات" أو "المرتبطة بالأراضي الرطبة"، وهي صفة تُطلق على النباتات التي تنمو في ظروف تربة مشبعة بالماء أو بالقرب من مصادر المياه.

مما سبق يمكن استخلاص ترجمات تتناسب والاسم العلمي للنبات
- سرخس المستنقعات الضيق: يعكس كلًا من بيئة النبات (المستنقعات) وشكل أوراقه الضيقة.
- سرخس الأراضي الرطبة: يُبرز ارتباط النبات بالبيئات الرطبة.
- السرخس المائي الضيق: يصف تفضيل النبات للمناطق المائية وأوراقه الضيقة.
- سرخس الغابات المستنقعية: يضيف السياق البيئي للغابات المطيرة.
- سرخس المناطق الرطبة الضيق: تسمية علمية دقيقة وشاملة.

## الوصف النباتي

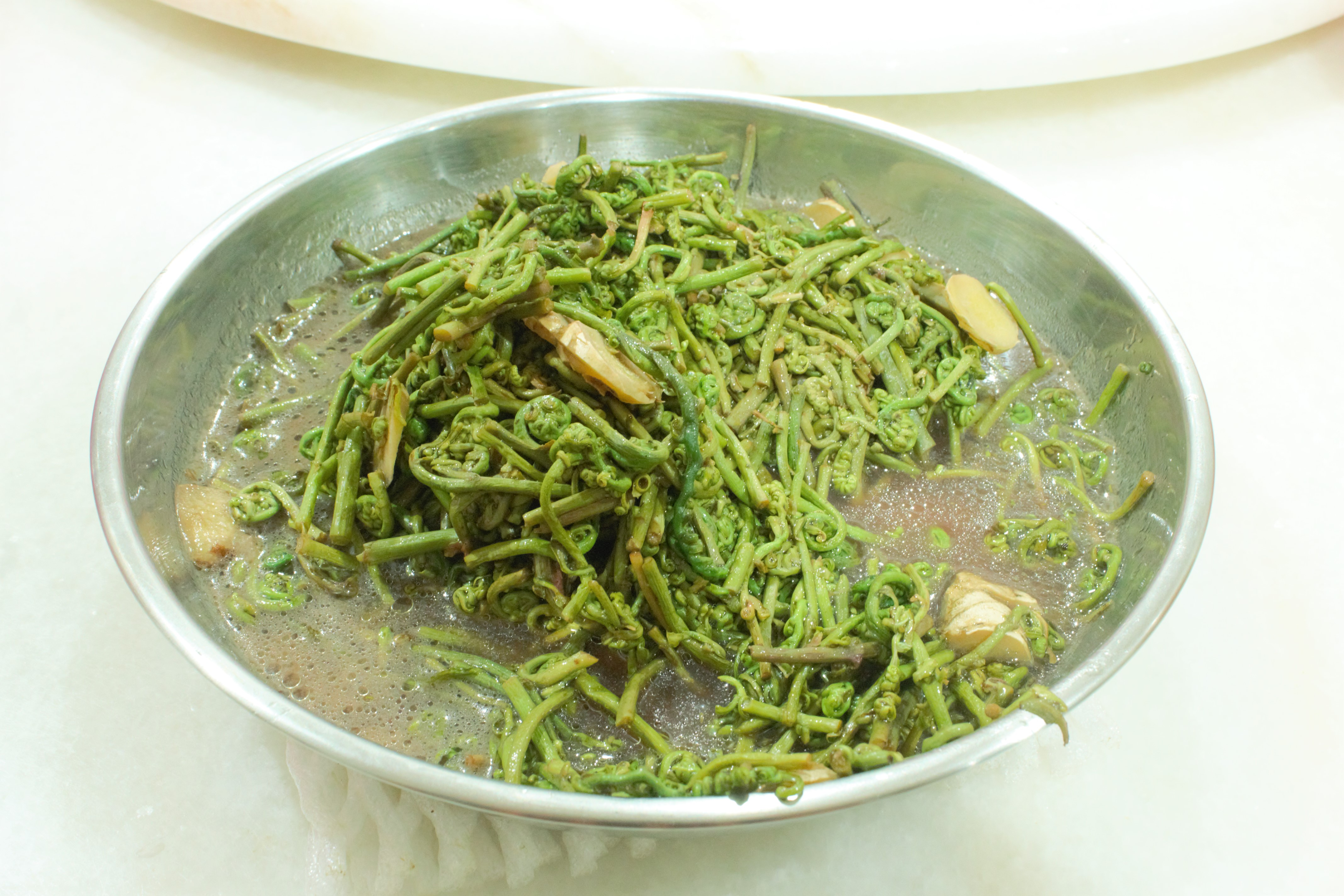
طبق من "ميدين" المقلي مع الزنجبيل في ساراواك.

يعد سرخس المستنقعات من السراخس المتسلقة، ويتميز بعادة نمو زاحفة يمكن أن تصل إلى ارتفاع 10 أمتار. تكون أوراقه متباعدة عن بعضها البعض، حيث تتميز الأوراق الناضجة بأنها قاسية وجلدية وذات لون أخضر داكن، في حين أن الأوراق الفتية تكون حمراء عميقة اللون. الأوراق مركبة ريشية تنتج نوعين: الأوراق العقيمة التي تكون عريضة وذات شكل رمحي إلى شبه رمحي وحواف مسننة، والأوراق الخصبة التي تكون ضيقة جدًا ومتدلية بحواف ملساء، يصل طولها إلى 20 سم وعرضها 0.3 سم. كلا النوعين يصل طولهما الإجمالي إلى 80 سم، مع 8-15 زوجًا من الوريقات ووريقة نهائية واحدة.

### الأجزاء التكاثرية
لا يُزهر هذا النبات، إلا أن الأكياس البوغية تظهر بشكل خطي وطويل على جانبي العرق الوسطي للوريقات، مما يغطي العرض الكامل تقريبًا للوريقة. هذه الأكياس غالبًا ما توجد في الأجزاء العليا من النبات.

### الصفات المورفولوجية الأخرى
يمتلك النبات جذورًا زاحفة خضراء بعرض يتراوح بين 4-7 مم، وتُغطي نهاياتها قشور دائرية صغيرة داكنة اللون، وهي واضحة بشكل خاص عند مناطق النمو النشطة.

### الموائل
ينمو النبات بشكل طبيعي في مجموعة متنوعة من البيئات تشمل الغابات المستنقعية ذات المياه العذبة، خلف غابات المنغروف، وعلى ضفاف الأنهار والمستنقعات. كما يمكن العثور عليه ضمن الغطاء النباتي العائم والغابات المطيرة المنخفضة. يمتد نطاق نموه من مستوى سطح البحر وحتى ارتفاع 300 متر، كما أنه يُفضل البيئات الجافة غير المعرضة للفيضانات.

## خصائص النبات
| العنصر                     | التفاصيل                                       |
| ميزات المناظر الطبيعية     | ميزات المناظر الطبيعية                         |
| -------------------------- | ---------------------------------------------- |
| ميزات النبات المرغوبة      | أوراق زينة                                     |
| استخدامات المناظر الطبيعية | الحدائق العامة، الجدران الخضراء/الخضرة الرأسية |
| المخاطر المحتملة           | أشواك/حواف حادة على الأوراق                    |
| الحيوانات، التلقيح والتشتت |                                                |
| تشتت البذور أو الأبواغ     | غير حيوي                                       |
| العناية بالنبات والتكاثر   |                                                |
| تفضيل الإضاءة              | الظل الجزئي                                    |
| تفضيل المياه               | مياه معتدلة                                    |
| تحمل منطقة الجذور          | التربة الرطبة                                  |
| طرق التكاثر                | الأبواغ، التقسيم                               |
| الأوراق                    |                                                |
| احتفاظ الأوراق             | دائمة الخضرة                                   |
| لون الأوراق الناضجة        | أخضر                                           |
| لون الأوراق الصغيرة        | أحمر                                           |
| نوع الأوراق                | مركبة (ريشية فردية)                            |
| اتصال الأوراق بالساق       | معنقة                                          |
| شكل الأوراق                | غير نخلي (رمحي، رمحي معكوس)                    |
| حافة الأوراق               | مسننة / مشرشرة، كاملة                          |
| قمة الأوراق                | مدببة، حادة                                    |
| قاعدة الأوراق              | إسفينية، مائلة / غير متناظرة                   |

## المطبخ
في ولاية سراواك الماليزية، يسمى النبات "ميدين". يعتبر طعاما شائعا بين السكان المحليين. يتم تقديم السعف الصغير عادة مقليًا مع الثوم أو الجمبري المجفف أو معجون الجمبري. في منطقة صباح يطلق عليه اسم ليمبيدينغ (بالإنجليزية: Lembiding)‏. يقوم الناس عادة بطهيه مع السردين أو معجون الجمبري.
في فيتنام، تسمى السعف الصغيرة دوت شاو (بالفيتنامية: đọt choại)‏ ويمكن استخدامه في الحساء والسلطات وبعض أطباق القلي، وخاصة مع الثوم.[بحاجة لمصدر]